# Дворска (Крупањ)
Дворска је насеље у Србији у општини Крупањ у Мачванском округу. Према попису из 2022. било је 649 становника. Недалеко од насеља се налазе остаци утврђеног града.
Овде се налази православна црква посвећена Усековању главе Светог Јована, сазидана 2015. године на месту цркве која је подигнута 1933. године.

## Демографија
У насељу Дворска живи 830 пунолетних становника, а просечна старост становништва износи 38,2 година (37,4 код мушкараца и 39,1 код жена). У насељу има 297 домаћинстава, а просечан број чланова по домаћинству је 3,58.
Ово насеље је великим делом насељено Србима (према попису из 2002. године), а у последња три пописа, примећен је пад у броју становника.
|  |

| Демографија | Демографија | Демографија |
| Година      | Становника  | Становника  |
| ----------- | ----------- | ----------- |
| 1948.       | 1.728       |             |
| 1953.       | 1.830       |             |
| 1961.       | 1.761       |             |
| 1971.       | 1.632       |             |
| 1981.       | 1.436       |             |
| 1991.       | 1.243       | 1.222       |
| 2002.       | 1.064       | 1.105       |

| Етнички састав према попису из 2002.‍ | Етнички састав према попису из 2002.‍ | Етнички састав према попису из 2002.‍ | Етнички састав према попису из 2002.‍ | Етнички састав према попису из 2002.‍ |
| ------------------------------------ | ------------------------------------ | ------------------------------------ | ------------------------------------ | ------------------------------------ |
|                                      |                                      |                                      |                                      |                                      |
| Срби                                 | Срби                                 |                                      | 1.059                                | 99,53%                               |
| Црногорци                            | Црногорци                            |                                      | 1                                    | 0,09%                                |
| непознато                            | непознато                            |                                      | 1                                    | 0,09%                                |

| Година пописа     | 1948. | 1953. | 1961. | 1971. | 1981. | 1991. | 2002. |
| ----------------- | ----- | ----- | ----- | ----- | ----- | ----- | ----- |
| Број домаћинстава | 247   | 254   | 271   | 283   | 297   | 289   | 297   |

| Број чланова      | 1  | 2  | 3  | 4  | 5  | 6  | 7  | 8 | 9 | 10 и више | Просек |
| ----------------- | -- | -- | -- | -- | -- | -- | -- | - | - | --------- | ------ |
| Број домаћинстава | 44 | 52 | 63 | 54 | 35 | 24 | 14 | 7 | 2 | 2         | 3,58   |

| Пол    | Укупно | Неожењен/Неудата | Ожењен/Удата | Удовац/Удовица | Разведен/Разведена | Непознато |
| ------ | ------ | ---------------- | ------------ | -------------- | ------------------ | --------- |
| Мушки  | 460    | 154              | 264          | 26             | 9                  | 7         |
| Женски | 410    | 54               | 263          | 84             | 4                  | 5         |
| УКУПНО | 870    | 208              | 527          | 110            | 13                 | 12        |

| Пол    | Укупно                    | Пољопривреда, лов и шумарство | Рибарство                            | Вађење руде и камена | Прерађивачка индустрија       |
| ------ | ------------------------- | ----------------------------- | ------------------------------------ | -------------------- | ----------------------------- |
| Мушки  | 314                       | 204                           | 0                                    | 0                    | 18                            |
| Женски | 146                       | 135                           | 0                                    | 0                    | 1                             |
| УКУПНО | 460                       | 339                           | 0                                    | 0                    | 19                            |
| Пол    | Производња и снабдевање   | Грађевинарство                | Трговина                             | Хотели и ресторани   | Саобраћај, складиштење и везе |
| Мушки  | 2                         | 60                            | 7                                    | 0                    | 3                             |
| Женски | 0                         | 0                             | 5                                    | 1                    | 1                             |
| УКУПНО | 2                         | 60                            | 12                                   | 1                    | 4                             |
| Пол    | Финансијско посредовање   | Некретнине                    | Државна управа и одбрана             | Образовање           | Здравствени и социјални рад   |
| Мушки  | 0                         | 2                             | 10                                   | 1                    | 0                             |
| Женски | 0                         | 0                             | 0                                    | 1                    | 0                             |
| УКУПНО | 0                         | 2                             | 10                                   | 2                    | 0                             |
| Пол    | Остале услужне активности | Приватна домаћинства          | Екстериторијалне организације и тела | Непознато            | Непознато                     |
| Мушки  | 3                         | 0                             | 0                                    | 4                    | 4                             |
| Женски | 0                         | 0                             | 0                                    | 2                    | 2                             |
| УКУПНО | 3                         | 0                             | 0                                    | 6                    | 6                             |